# Advance Bank
Die Advance Bank Zweigniederlassung der Dresdner Bank Aktiengesellschaft war von Mai 1995 bis Juli 2003 ein Kreditinstitut mit Sitz in München, das Dienstleistungen als Direktbank im Konzern Allianz SE anbot. Die Bankleitzahl lautete 702 300 00. Das Unternehmen wurde ursprünglich als Tochterunternehmen der Bayerischen Vereinsbank gegründet und startete den Geschäftsbetrieb im Jahre 1996. Die Bank versuchte Kunden für das Online Banking zu gewinnen, Beratung wurde über das Telefon angeboten. Bereits 1998 wurde das Institut von der Dresdner Bank übernommen. In ihrer achtjährigen Geschichte verzeichnete die Advance Bank in keinem Jahr einen Gewinn. Zuletzt hatte sie 330.000 Kunden.
In den Jahren 2000 und 2001 wurde die Bank von Martin Blessing geleitet, der am 1. November 2001 in den Vorstand der Commerzbank AG, Frankfurt am Main wechselte. Zuvor hatte Dirk Drechsler, der die Bank von 1996 bis 2002 führte, auf eigenen Wunsch die Advance Bank verlassen. Im Juli 2003 wurde die Advance Bank unter der Leitung von Thomas Pleines als Aktiengesellschaft aufgelöst und juristisch in die Dresdner Bank integriert, als Marke bestand sie jedoch noch einige Monate fort. Im Zuge der endgültigen Auflösung wurden die restlichen 400 Mitarbeiter betriebsbedingt gekündigt und den Kunden das Angebot gemacht, zu denselben Konditionen ein Konto bei der Dresdner Bank zu eröffnen. Zum 31. Oktober 2003 wurden schließlich alle Girokonten abgeschlossen und – aufgrund des dazwischenliegenden Wochenendes – zum 3. November 2003 auf neue Konten bei der Dresdner Bank überführt.